# Westmount

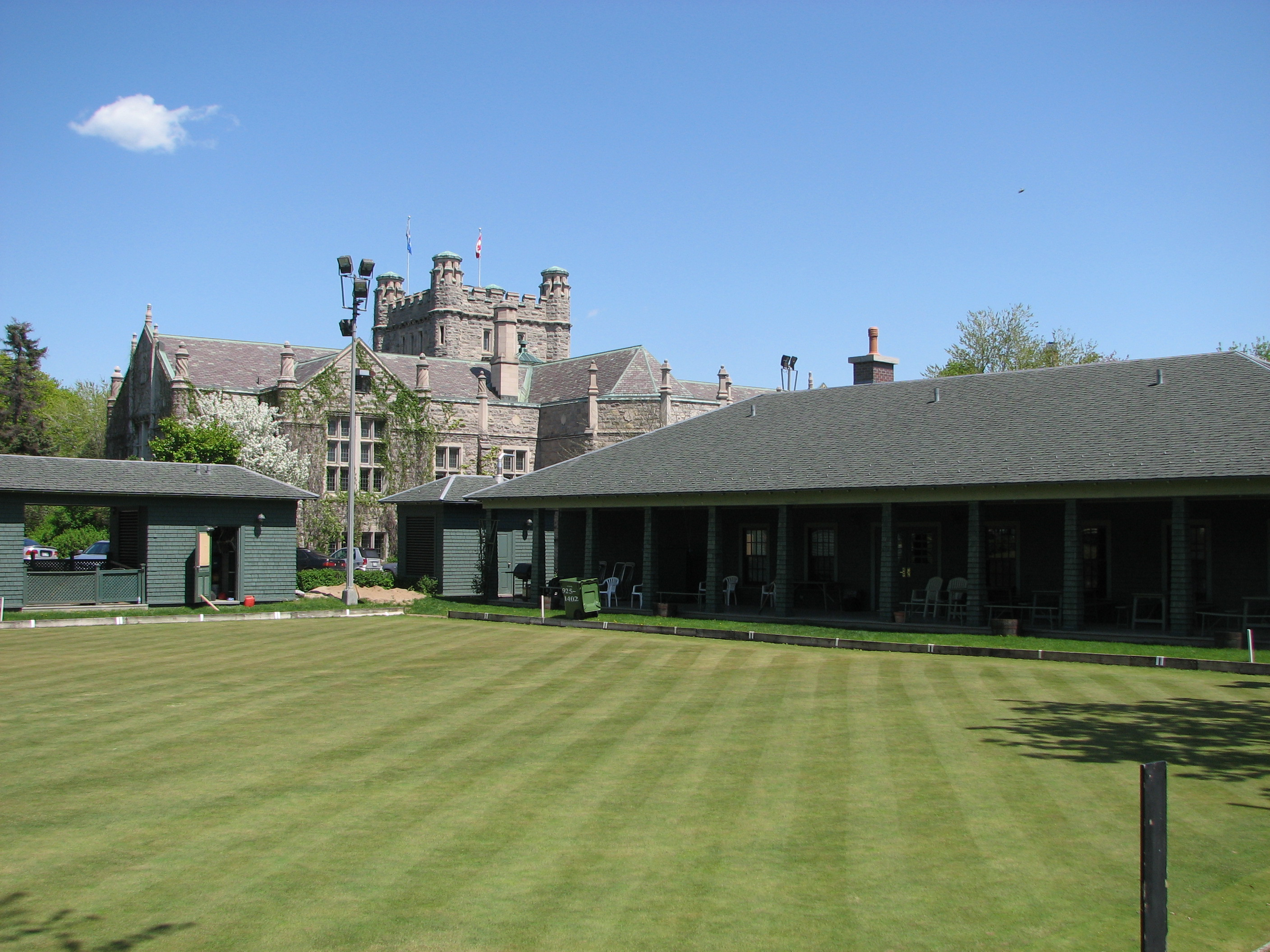

Westmount (Ville de Westmount) é uma cidade do Canadá, localizada na província de Quebec, na Ilha de Montreal. Westmount fora fundida à cidade de Montreal em 2002. Porém, através de um referendo realizado em 2004, os habitantes de Westmount decidiram pela fissão da comunidade. Westmount voltou a ser uma cidade por si própria em 1 de janeiro de 2006. Sua área é de 4,02 km², e sua população, do censo nacional de 2001, é de 19 727 habitantes.